# 루카 마로네
루카 마로네(이탈리아어: Luca Marrone, 1990년 3월 28일 ~ )는 몬차에서 뛰는 이탈리아의 축구 선수다.

## 수상 경력
시에나
- 세리에 B: 2010–11 준우승 (승격)

유벤투스
- 비아레조 토너먼트 (2): 2009; 2010
- 세리에 A: (3) 2011–12, 2012–13, 2014–15
- 수페르코파 이탈리아나 (2) 2012, 2013
- 코파 이탈리아: 준우승 2012